# Bärbel Inhelder
Bärbel Inhelder (ur. 1913, zm. 1997) – szwajcarska psycholog. Przez wiele lat współpracowała z Jeanem Piagetem, wspólnie prowadzili badania psychologiczne nad rozwojem dzieci oraz publikowali książki naukowe zawierające wyniki prowadzonych badań. Inhelder, wspólnie z Piagetem, byli promotorami rozprawy doktorskiej brytyjskiej psycholog Annette Karmiloff-Smith.

## Ważniejsze publikacje
- Od logiki dziecka do logiki młodzieży. Rozprawa o kształtowaniu się formalnych struktur operacyjnych (współautor: Jean Piaget)
- Psychologia dziecka (współautor: Jean Piaget)
- The early growth of logic in the child. Classification and seriation (współautor: Jean Piaget)
- Mental imagery in the child. A study of the development of imaginal representation (współautor: Jean Piaget)